# Mihajlo I., ruski car
Mihajlo I. Fjodorovič Romanov (rus. Михаи́л Фёдорович Рома́нов) (Moskva, 22. srpnja 1596. – Moskva, 13. srpnja 1645.), prvi ruski car iz dinastije Romanov od 21. veljače 1613. godine.

## Životopis

### Podrijetlo
Mihajlo Fjodorovič rodio se u ruskoj boljarskoj obitelji, od oca Fjodor Nikitič Romanov (o. 1553. – 1633.), kasnijeg patrijarha Moskve, i majke Ksenije Šestove (1560. – 1631.). Njegov djed Nikita Romanovič (o. 1522. – 1586.) bio je brat prve ruske carice Anastasije Romanovne (1530. – 1560.), supruge ruskog cara Ivana IV. Groznog (1530. – 1584.) i majke Fjodora I. Ivanoviča († 1598.), posljednjeg cara iz dinastije Rjurikoviča.

### Izbor za ruskog cara
Poslije pobjede Dimitrija Požarskog 1612. godine nad okupacijskom poljskom vojskom, prihvaćena je odluka o potrebi okupljanja parlamenta po presedanu iz 1598. godine radi izbora novog cara. Tamo okupljeni predstavnici prije svega boljara i crkve su kao idealnog kandidata izabrali Mihajla Romanova. Razlog za glasovanje svećenstva u njegovu korist se nalazio u činjenici da je mladi budući car tada živio u samostanu, a njegov otac koji se tada nalazio u poljskom zarobljeništvu je bio veoma utjecajan član crkve. Boljari su s druge strane u njemu vidjeli mladića iz utjecajne familije kojim će se lako upravljati. Činjenica da je veliki knez Moskve Simeon Bekbulatovič još uvijek bio živ i da je tijekom života bio oženjen s bliskom rođakinjom Ivana IV. je za boljare bila nevažna. On je tada već bio prestar, preiskusan da bi se s njim upravljalo. Dodatni njegov otežavajući faktor pri izboru je bilo tatarsko porijeklo.
Službeno u narodu predstavljeni razlozi za njegov izbor su bili što je Mihajlo bio rođak po ženskoj liniji cara Fjodora I. i što mu je djed nakratko bio regent carstva, zajedno s Borisom Godunovim 1584. – 1585. godine. 

### Ratovi
Mlađahni car se po preuzimanju vlasti odmah našao u neugodnoj situaciji. Te 1613. godine Rusija je bila istovremeno u ratu s Švedskom i Poljskom koje su također međusobno ratovale. Te obje države su vodile rat s ciljem potpune aneksije Ruskog Carstva. Švedska koja je počela rat još 1610. godina nakon pada svog carskog prijatelja Vasilij IV. Šujskog je tijekom 1613. i 1614. godine pobjeđivala, ali tada se ratna situacija blokirala uspješnom obranom Pskova od strana vojske Mihajla I. Po mirovnom ugovoru iz 1617. godine Rusija je izgubila u 16. stoljeću teško stečeni izlaz na Baltičko more i Istočnu Kareliju.
Rat s Poljskom koji je počeo još 1609. godine se u doba stupanja na prijestolje Mihajla već bio smirio radi financijske iscrpljenosti protivnika. Uspjesi Poljaka će doći tek 1616. i 1617. kada osvajaju Kursk i Vjazmu, ali tada je rat već bio praktički gotov. Rat je završio 15 godišnji primirjem 1618. godine. Cijena takvog mira je bila potvrda poljskog osvajanja Smolenska. U "zamjenu" za to carev otac je bio pušten iz zarobljeništva i od tada on vrši stvarnu vlast u Ruskom carstvu do svoje smrti 1633. godine.  Novi rat između ovih protivnika je bio počeo 1632. godine s brzim završetkom dvije godine poslije. Tada se u zamjenu za novac poljski kralj Vladislav IV. napokon odrekao ruske krune. 

### Politika
Mihajlo I. je u potpunosti uspio ispuniti očekivanja boljara koji su ga izabrali. U svim državnim stvarima on radi svojeg načina razmišljanja nikada nije izdavao naređenja nego je dopuštao drugima da upravljaju preko njega. Zbog takvog načina upravljanja država je napredovala u svim smjerovima kada njegov otac patrijarh Filaret nesebično rukovodi državnim poslovima između 1619. i 1633. godine. Stvari su se drastično mijenjale kada je državno upravljanje padalo u ruke boljara koji su znali da im je to idealno vrijeme za bogaćenje. To doba između 1634. i 1645. godine je bilo razdoblje korupcije kada država više nije bila ugrožena. Za potpunu sliku njegovih "dobrotvora" koji su vladali ne smije mu se niti zaboraviti majka čije razdoblje je ono prvo, ratno između 1613. i 1619. godine. Bez obzira na sve to država koju nasljeđuje njegov sin Aleksej 13. travnja 1645. je potpuno uređena s međunarodno priznatom nezavisnošću što 1613. godine nije bio slučaj.

## Legenda
Priča o Mihajlu Romanovu nikako ne može završiti bez priče o ruskom narodnom heroju i mučeniku Ivanu Susanjinu. Po službenom pismu iz 1619. godine na vijest o izboru novoga cara poljske trupe su krenule ubiti cara. Kada su ušli u provinciju gdje Mihajlo Romanov živi, nisu znali put do njegove kuće. Tada im se ponudio seljak Ivan Susanjin da im pokaže put. On je tu vojsku u doba hladne ruske veljače odveo u šumu iz koje niti on niti vojnici nisu izašli. Ovaj događaj je u doba Ruskog carstva korišten u propagandne svrhe radi dokaza povezanosti dinastije Romanov sa seljacima. U doba komunizma ovaj događaj se predstavljao kao primjer krajnje požrtvovane borbe za slobodu.

## Vanjske poveznice
- Mihail Fjodorovič Hrvatska enciklopedija
- Mihail Fjodorovič Romanov Proleksis enciklopedija
- Mihajlo, ruski car Britannica

| Prethodnik:                      | ruski car (1613.-1645.) | Nasljednik:              |
| Vladislav IV. Vasa (1610.-1613.) | ruski car (1613.-1645.) | Aleksej I. (1645.-1676.) |